# Filisowo (rejon wołogodzki)
Filisowo (ros. Филисово) – wieś w Rosji, w rejonie wołogodzkim obwodu wołogodzkiego. W 2010 r. liczyła 8 mieszkańców.